# Antimatter (группа)
Antimatter — группа, образованная в 1998 году бывшим басистом Anathema Дунканом Паттерсоном и его старым другом Миком Моссом. В 2005 году, после выхода третьего альбома группы, Паттерсон решил покинуть Antimatter и создать собственный проект Ion, так Мик Мосс остался единственным постоянным участником группы. И при Паттерсоне, и тем более после его ухода, к работе над релизами группы привлекалось большое количество сторонних музыкантов, к примеру Leaving Eden создавался при участии гитариста Anathema Дэниела Кавана. Музыка Antimatter по стилю схожа с последними альбомами Anathema, но также содержит не присущие последней элементы эмбиента и трип-хопа.

## Дискография

### Студийные альбомы
- 2001 — Saviour
- 2002 — A Dream For The Blind (композиции Anathema в акустическом исполнении)
- 2003 — Lights Out
- 2003 — Unreleased 1998-2003
- 2005 — Planetary Confinement
- 2007 — Leaving Eden
- 2010 — Alternative Matter (компиляция из ремиксов и неизданных ранее версий треков)
- 2012 — Fear Of A Unique Identity
- 2015 — The Judas Table
- 2018 — Black Market Enlightenment
- 2022 — A Profusion of Thought

### Живые записи
- 2004 — Live@K13 (также известно как The Last Laugh)
- 2009 — Live@An Club